# Edificio di Eumachia

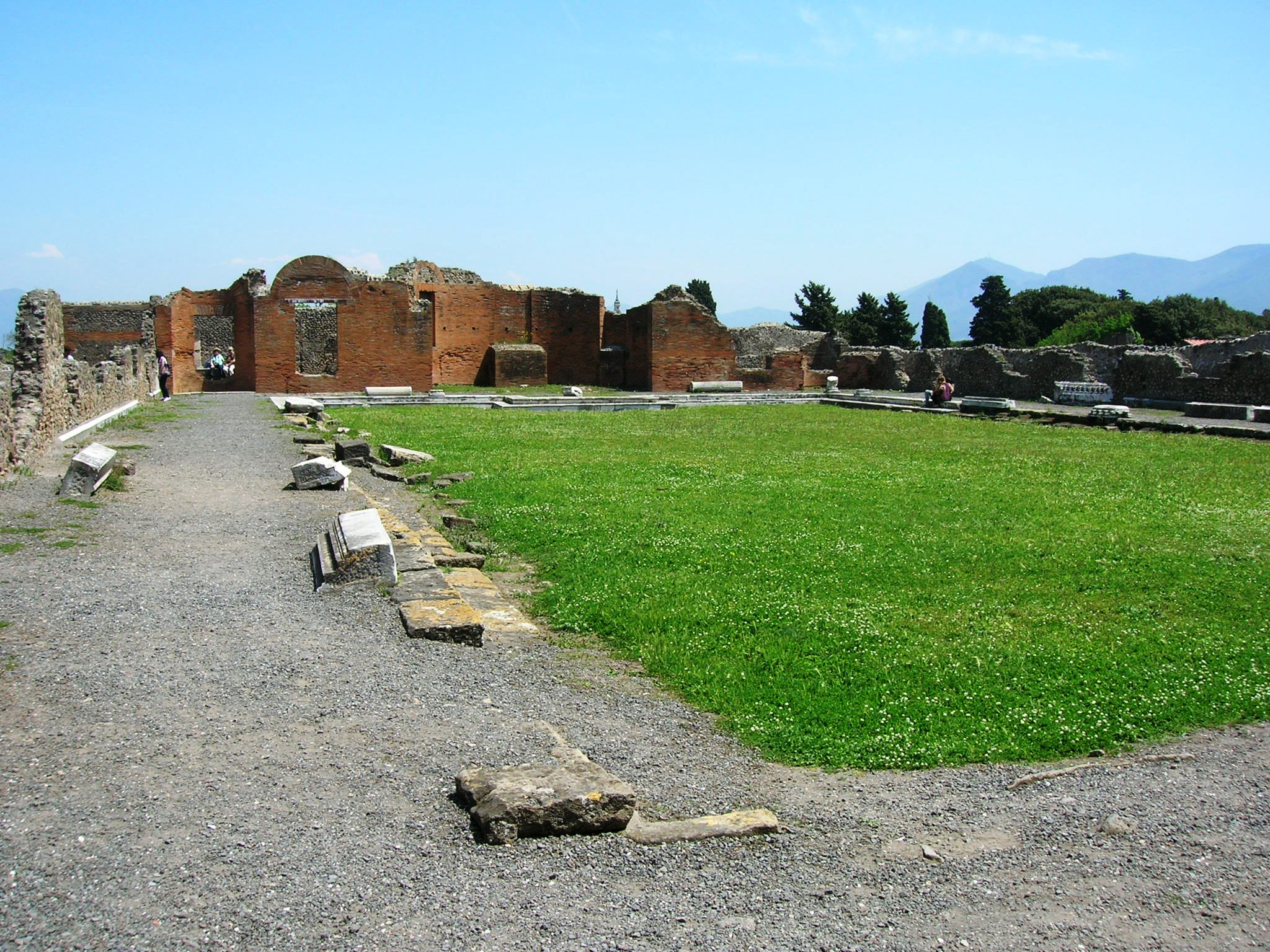
L'interno dell'Edificio di Eumachia

L'Edificio di Eumachia era un edificio pubblico di epoca romana, sepolto dall'eruzione del Vesuvio del 79 e ritrovato a seguito degli scavi archeologici dell'antica Pompei: l'edificio era utilizzato come mercato della lana o come sede della corporazione dei fullones.

## Storia

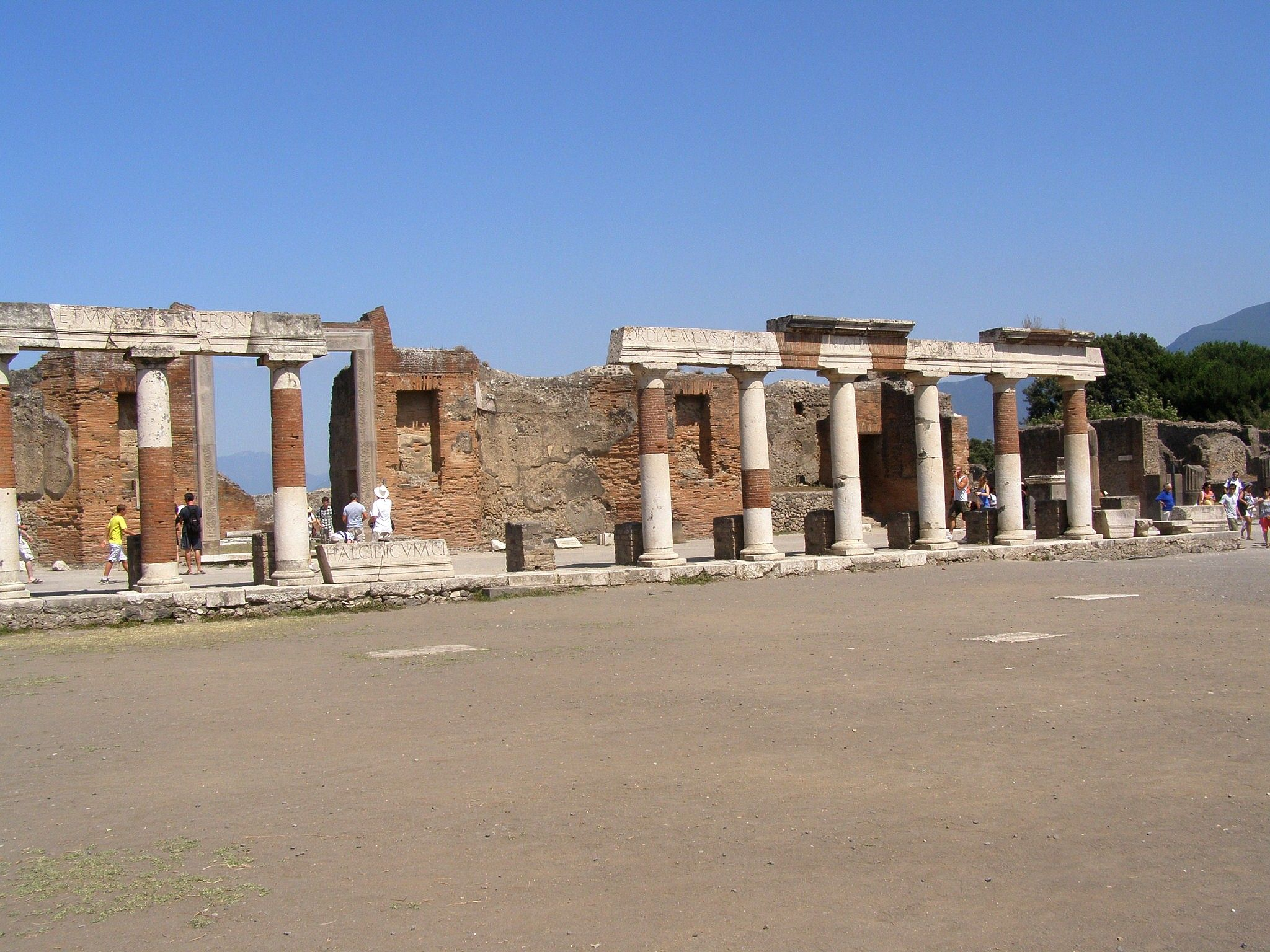
L'esterno dell'Edificio di Eumachia

La data di costruzione dell'Edificio di Eumachia è ancora incerta: sicuramente edificato durante l'epoca tiberiana, in un periodo di forte sviluppo commerciale, fu voluto da una sacerdotessa di Venere, Eumachia, patrona dei lavandai: alcuni archeologi collocano la sua costruzione intorno al 22, mentre altri suppongono sia stato costruito per favorire la carriera politica del figlio di Eumachia, Marco Numistro Frontone, quindi prima del 2, anno in cui divenne duoviro; altri studiosi inoltre, viste alcune somiglianze con il Foro di Augusto, lo datano intorno al 7 a.C.. Costruito come segno di devozione nei confronti della famiglia imperiale, l'edificio fu dedicato a Livia, madre di Tiberio, come ricordato da un'iscrizione ritrovata su un architrave nei pressi di un ingresso secondario lungo Via dell'Abbondanza:
Incerta inoltre era anche la funzione dell'Edificio di Eumachia: tra le ipotesi più accreditate è quella del mercato della lana, in quanto, le alte mura del corridoio laterale e le poche entrate, avrebbe protetto la struttura dai ladri ed il criptoportico utilizzato come magazzino. Tuttavia la sontuosità riscontrata si addice ben poco a tale funzione: secondo altri quindi si sarebbe trattato di una basilica all'interno della quale avvenivano contrattazioni di tipo commerciale oppure era sede della corporazione dei fullones, di cui Eumachia era protettrice.
Notevolmente danneggiato dal terremoto di Pompei del 62, al momento dell'eruzione del Vesuvio del 79, quando fu seppellito sotto uno strato di lapilli e ceneri, era ancora in fase di ristrutturazione, che però non ne modificò l'aspetto originario; fu riportato alla luce a seguito degli scavi archeologici condotti per volere della dinastia borbonica.

## Descrizione

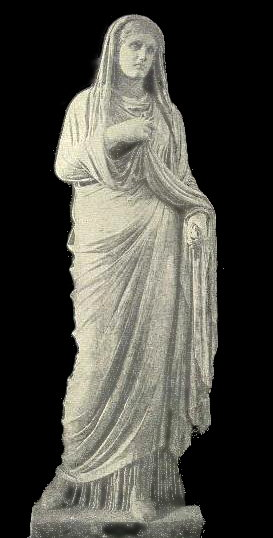
La statua di Eumachia

L'Edificio di Eumachia si trova sul lato est del Foro di Pompei, tra il Tempio di Vespasiano ed il comitium, da cui è separato tramite Via dell'Abbondanza: il chalcidicum è realizzato da un portico a doppio ordine di colonne, doriche nella parte inferiore e ioniche in quella superiore, prive di scanalature e fronteggiate da statue. La facciata principale è in opera laterizia e fu sicuramente ricostruita a seguito del terremoto del 62; al centro è posto il portale d'ingresso, incorniciato da un altorilievo in marmo sul quale sono raffigurati tralci d'acanto, con uccelli, insetti ed altri piccoli animali: tale decorazione proviene dalla facciata precedente e ciò si denota dal fatto non combacia perfettamente con le dimensioni del nuovo portale. La facciata si completa con due esedre rettangolari nelle quali erano poste le statue di Cesare ed Augusto e che erano raggiungibile tramite una scala, dove banditori e banchieri tenevano delle aste e due esedre absidate semicircolari, poste ai margini, nelle quali erano le statue di Enea e Romolo, con delle epigrafi che ne descrivevano le gesta: lungo la facciata i mercanti vendevano la lana prodotta.
Superato l'ingresso, ai lati, si aprono due stanze: quella a destra possedeva una giara murata, alla quale si accedeva tramite una scala, per raccogliere l'urina che serviva come detergente e sgrassante per i tessuti, mentre la stanza a sinistra era utilizzata dal custode; sullo stesso lato era un altro ambiente, nel quale è stato ritrovato un orcio ed i resti di una scala che conduceva al piano superiore, dove era posta, con ogni probabilità, la crypta. La corte interna era circondata da un portico colonnato a doppio piano, che correva lungo i quattro lati, con colonne in ordine corinzio completamente in marmo, ma di cui non ne rimane alcuna traccia e decorata con statue della famiglia imperiale; sul fondo si aprono tre esedre: una centrale, di maggiori dimensioni, dove era posta la statua della Concordia Augusta, raffigurata con le sembianze di Livia, ma ritrovata senza testa e le statue di Tiberio e Druso e due laterali, più piccole, fenestrate, per dare luce al corridoio.
La struttura è circondata su tre lati, eccetto lungo la facciata principale, da un corridoio, rivesto di marmi colorati, nel quale si aprono due entrate secondarie, che avevano anche la funzione di illuminare la zona: nella parte alle spalle dell'esedra, posta in una nicchia, fu ritrovata la statua raffigurante Eumachia, oggi conservata al museo archeologico nazionale di Napoli.